# Василь Лукашик
Василь Лукашик (біл. Васіль Лукашык; 11 серпня 1911 — 17 березня 1975) — білоруський політичний і культурний діяч, видавець. Бургомістр Білостоку під час Другої Світової війни. Активний діяч білоруської діаспори у Швеції.

## Біографія

### Дитинство
Василь Лукашик народився 11 серпня 1911 року в Сокольщині біля Білостока в сім'ї білоруса і росіянки (до шлюбу Твердинська). Закінчив там російську гімназію. Після переїхав у Вільнюс, де брав активну участь у білоруському руху, вивчав політологію у Вільнюському університеті та потоваришував зі Станіславом Гринкевичем. Був активним учасником Білоруської селянсько-робітницької громади, Товариства білоруської школи й організатором білоруських культурно-освітніх установ. Викладав історію та білоруську граматику.

### Друга Світова війна
Після початку Другої Світової війни та окупації радянською владою Білостока у період 1939-1941 рр. Василь Лукашик створює мережу білоруських шкіл в регіоні. Працює головою дитячого будинку в Білостоці, який з часом переповнився дітьми репресованих комуністами білорусів, поляків, росіян та євреїв. У 1941 році з початком німецької окупації німці зачиняють дитячий будинок.
Восени 1941 року Лукашик разом із Сергієм Хмарою, Іваном Ґелдаєм, Василем Вірою і Юрієм Стасевичем бере участь у нелегальній конференції довоєнних активістів Білоруської селянсько-робітницької громади, скликану іншим членом БСРГ Юліаном Саковичем. Василь Лукашик, Юліан Сакович та Іван Ґелдай пропонують чесну співпрацю з німцями й користуються кожною можливістю для реалізації національних потреб, але інші учасники конференції виступають проти такого «товариства». За результатами конференції була створена нелегальна Білоруська Народна Громада. Після переговорів з німцями білорусам вдалося отримати дозвіл німецької окупаційної адміністрації на створення білоруської цивільної адміністрації, а Василь Лукашик став міським головою Білостока.
Василь Лукашик був заарештованим Ґестапо і відправленим до концтабору Освенцим. Лукашик збігає з Освенциму і їде у Варшаву, де надибав фальшиві документи, однак під час операції німцями це викрилося і його відправляють на примусову працю в Норвегію. Там у складних фізичних і психологічних умовах він разом з радянськими полоненими — західними білорусами та поляками — будує стратегічну дорогу. В таборі примусової праці Лукашик створює білоруський гурток і у 1944 році члени гуртка вирушають збігти з табору. Василь Лукашик і десяток білорусів проходять через гори до Швеції, де їм вдається оселитися.

### Еміграція та діяльність у Швеції
У 1948 році Василь Лукашик, як делегат білорусів Швеції, бере участь у Першому світовому з'їзді білоруської післявоєнної еміграції, який відбувся з 28 листопада по 2 грудня в Парижі. За рішенням з’їзду Василь Лукашик разом зі своїм другом Язепом Федорчуком створив у Швеції білоруську громаду. Робота зі створення громади була складною: російська громада залучала білорусів, бо вони були парафіянами Російської православної церкви в Стокгольмі, а польська громада — на основі колишнього польського громадянства білорусів, більшість з яких були вихідцями із Західної Білорусі. Але результат кропіткої праці не пройшов даремно, і Василю Лукашику та Язепу Федорчуку вдалося отримати юридичну реєстрацію, видати статут Громади білоруською та шведською мовами, і після цього протягом 30 років організація проводить щорічні вечері до Дня Волі 25 березня регулярні зустрічі та займається об’єднанням білоруської діаспори. Білоруська Громада отримувала та розповсюджувала білоруські журнали та газети, підтримувала зв’язок з діаспорою Австралії та США. Василь Лукашик співпрацював з газетою «Bielarus-Беларус» білоруської діаспори в США та її головним редактором Станіславом Станкевичем. Відомо, що Лукашик також був членом Комітету «Вільна Білорусь» та Федерації вільних білоруських журналістів.

### Кінець життя
17 березня 1975 року Василь Лукашик раптово помирає в Ґуставсберзі (Швеція) напередодні чергової річниці Білоруської Народної Республіки.
Після смерті Лукашика «Беларуская Грамада» фактично перестала існувати. У 1995 році у Швеції почала діяльність нова білоруська спілка «Беларусь» (шв. Vitryssland), яку очолює відома шведська фотожурналістка Марія Седерберг — ентузіастка білоруського руху і білоруської культури.